# G. Christian Enslen
Gottfried Christian Enslen (* 27. Dezember 1757 in Stuttgart; † 22. Januar 1818) war ein deutscher Maler.

## Leben
Gottfried Christian Enslen war der Bruder des Malers Johann Carl Enslen und Onkel des Malers Karl Georg Enslen. Er wurde – wie sein Bruder – durch den ersten Ballonflug Montgolfières inspiriert und ließ selbst gemeinsam mit seinem Bruder, dem Maler Johann Carl Enslen, ab 1784 – erstmals in Straßburg – auf Jahrmärkten Ballons aufsteigen, die von ihm und seinem Bruder teilweise mit allegorischen Figuren bemalt waren. Im Gegensatz zu seinem Bruder wurde Enslen früher sesshaft. Von 1791 bis 1813 ist er in Straßburg als Zeichenlehrer und Restaurator nachgewiesen und betrieb wohl auch dort mehrere Cafés.
Wegen ihrer engen Zusammenarbeit werden die Maler der Familie Enslen häufiger miteinander verwechselt.